# Sint-Jozefkerk (Veldhoven)
De Sint-Jozefkerk is een kerkgebouw in de Nederlandse plaats Veldhoven, in de wijk D'Ekker, gelegen aan Lange Kruisweg 7.
Deze kerk werd gebouwd in 1962 ten behoeve van het zich sterk uitbreidende Veldhoven. Architect was Jan Strik. Het is een zeer groot, rechthoekig gebouw in modernistische stijl waarbij aan de buitenkant vooral van baksteen gebruik werd gemaakt. Ook is er staal gebruikt en zijn er grote vensters. Dit gebouw wordt geflankeerd door een klokkentoren, uitgevoerd als twee bakstenen kolommen.
Begin jaren '80 van de 20e eeuw werd het linker derde deel afgescheiden en kreeg een sportbestemming. Een tiental jaren later kreeg het middendeel een culturele bestemming en werd het overige derde deel als kerkzaal heringericht.
Aanvankelijk zou de Sint-Jozefkerk op 25 november 2012 worden gesloten, maar dat is, na uitingen van onvrede van vele parochianen, uitgesteld. Niettemin is de fusieparochie Christus Koning voornemens de Sint-Jozefkerk per 1 januari 2017 alsnog te sluiten.

## Trivia
De sluiting van vijf van de zes kerken in Veldhoven heeft voor zeer veel onvrede gezorgd onder de gelovigen. Op 8 januari 2016 werd een dienst van de Basisgroep "Oase" in de Sint-Jozefkerk verstoord door de Eindhovense deken Wilmink, die de gelovigen al zingend de kerk wilde doen verlaten, maar vervolgens werd gesommeerd om zelf de kerk te verlaten